# 가람 마살라
가람 마살라(गरम मसाला)는 인도식 배합 향신료인 마살라의 일종이다. 아유르베다 체계에서 "가람"은 "몸을 덥히는"이라는 뜻으로, 가람 마살라는 매운 맛이 나는 향신료 배합물을 일컫는다. 인도 요리에서 가장 널리 쓰이는 배합 향신료이다. 주로 요리 종반부에 넣는다.

## 재료

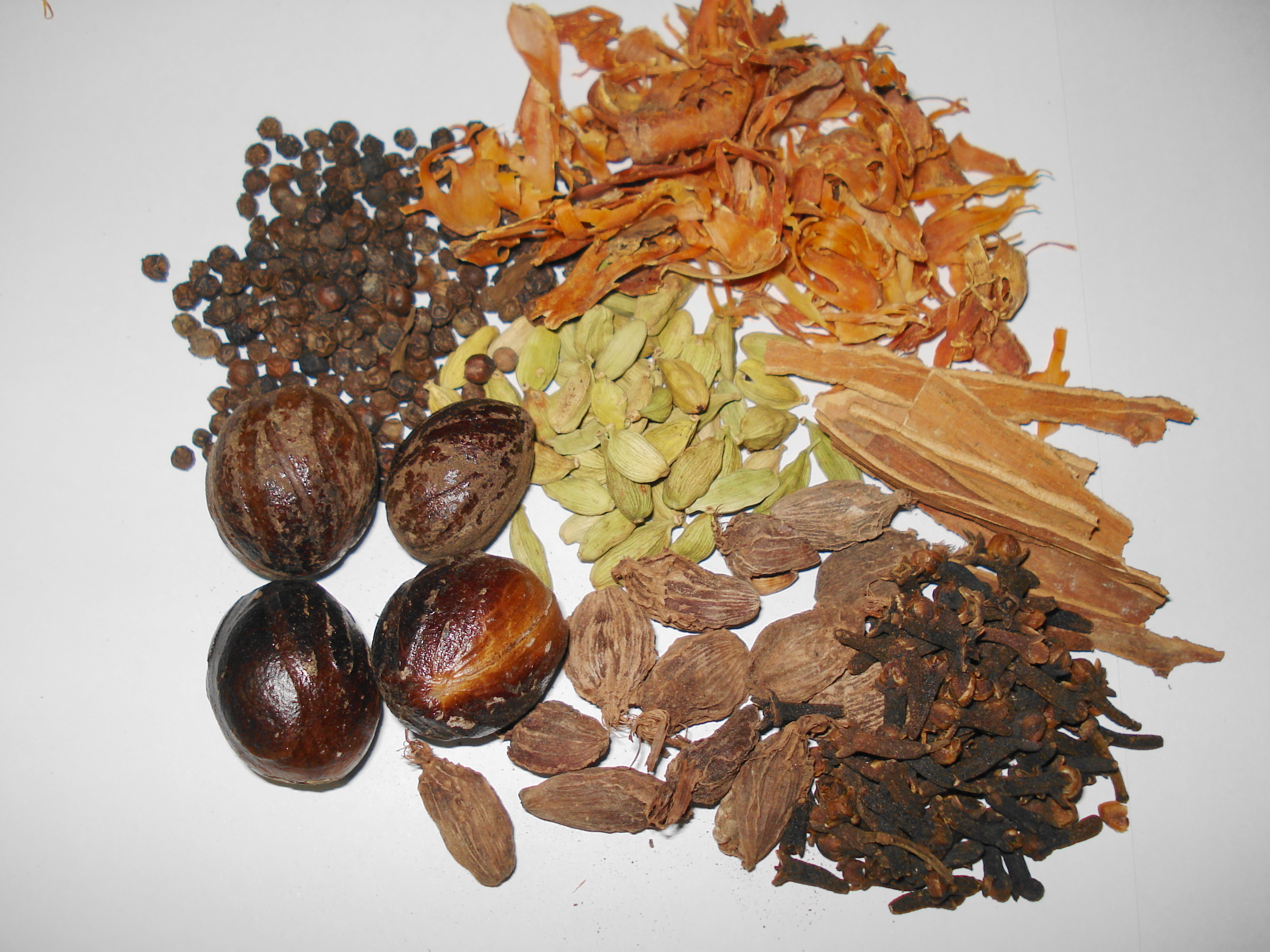
가람 마살라에 들어가는 향신료

- 후추
- 정향
- 계피
- 육두구
- 카다멈
- 월계수 잎
- 쿠민
- 깟씨

## 같이 보기
- 커리가루